# John B. Curtis
Pour les articles homonymes, voir John Curtis et Curtis.
Compléments
John Bacon Curtis, né le 10 octobre 1827 et mort le 13 juin 1897, était un homme d'affaires américain originaire du Maine.

## Biographie

### Jeunesse
Né à Hampden (Maine), Curtis a été dans les écoles normales en grandissant. Il n'a jamais obtenu de diplôme et travailla pour sa famille et d'autres personnes afin de gagner sa vie. À l'origine, il gagnait 5 dollars par mois puis, progressivement, son salaire est passé à 6 et jusqu'à 24 dollars par mois. En plus de son travail en ferme, il travaillait dans la construction des routes traversant les bois.

### Débuts
Curtis pensait qu'il serait pratique de transformer la gomme d'épicéa en gomme à mâcher et sa famille déménagea à Bangor en 1848 car le marché était plus approprié pour un tel produit. Au dessus d'une cuisinière Franklin à leur domicile, ils cuisirent le premier lot de gomme. Le label imprimé sur le nouveau produit indiquait « State of Maine Pure Spruce Gum ».
Curtis produisit suffisamment de gomme à mâcher puis se rendit sur un marché de Portland. Il s'agit de la première commercialisation de chewing-gum,,. Les deux premiers jours, Curtis ne put vendre son produit aux marchands. Le troisième jour, il finit par faire une vente bien que celle-ci fut difficile du fait de la nature du produit. Du fait que le marché de Portland n'était pas suffisamment important pour ce produit en 1848 et 1849, Curtis décida de devenir vendeur itinérant, voyageant d'une ville à l'autre, en 1850".